# História da Bósnia e Herzegovina

## Invasões da Idade Média
A partir do século VII, várias partes da região que hoje corresponde à Bósnia e Herzegovina foram tomadas pelos Sérvios, Croatas, Húngaros, Venezianos e Bizantinos. No século XII, o Reino da Hungria passou a governar o território, delegando o poder a vice-reis distritais de origem bósnia, croata e húngara.

## Império Otomano

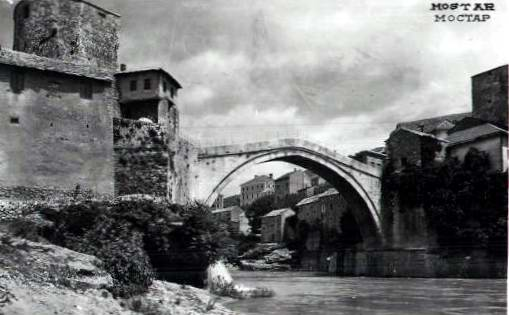
Ponte de Mostar, herança turca otomana na Bósnia

No século XV, a região foi invadida pelos Turcos Otomanos e depois de várias batalhas, tornou-se uma província turca. Durante o século XVI e o século XVII, a Bósnia foi um ponto estratégico nos conflitos constantes contra os Habsburgos e contra Veneza. Durante este período, a maior parte da população converteu-se ao Islã.

## Império Austro-Húngaro
Depois da Guerra russo-turca de 1877–1878, a Bósnia e a Herzegovina fizeram parte do Império Austro-Húngaro, tendo sido anexadas formalmente em 1908. A nova Constituição dividiu o eleitorado em ortodoxo, católico e muçulmano, o que contribuiu muito pouco para travar o crescente nacionalismo sérvio. A região foi o foco da luta entre as tendências nacionalistas sérvias e dos austroeslavistas croatas. A administração austro-húngara conseguiu em seus 40 anos de governo iniciar a modernização económica e social desta região, mantendo a paz social entre os três povos que ali viviam.
Em 1914, o arquiduque austríaco Francisco Ferdinando e sua esposa, Sofia, foram assassinados em Sarajevo por um nacionalista sérvio. Esse acontecimento deu origem ao casus belli da Primeira Guerra Mundial. Ao fim desta guerra, em 1918, a Bósnia e a Herzegovina foram anexadas à Sérvia, como parte do Reino dos Sérvios, Croatas e Eslovenos.

## Iugoslávia
Durante a Segunda Guerra Mundial, a Bósnia foi ocupada pelo Estado "colaboracionista" da Croácia, sendo o campo de batalha cruzado entre os ocupantes alemães e seus aliados, os fascistas croatas ou Ustases de Ante Pavelic, e os partisans comunistas e nacionalistas sérvios, os Chetniks, de Draza Mihajlovic, sofrendo grande destruição.

### República Socialista Federal da Iugoslávia
Depois do fim da Segunda Guerra Mundial, em 1946, os dois territórios tornaram-se parte da República Socialista Federal da Jugoslávia (comunista) até 1992.

## O fim do comunismo e a independência
Com o colapso do comunismo, em 1989-1990, a Jugoslávia mergulhou numa onda de nacionalismo extremo. Depois de a Croácia abandonar a federação, em 1991, os bósnios croatas e os bósnios muçulmanos aprovaram um referendo a favor da criação de uma república multinacional e independente. Mas os sérvios bósnios recusaram separar-se da Jugoslávia, que nessa altura se encontrava sob o domínio da Sérvia. Em 1992, durante a dissolução da Iugoslávia, a Bósnia e Herzegovina foi arrastada a chamada Guerra da Bósnia, uma guerra civil sangrenta e devastadora, em que as populações acabaram por ser saneadas das regiões tomadas por cada nacionalidade. Assim começou uma guerra brutal, que incluiu o Cerco de Sarajevo durante mais de três anos (15.000 mortes), bem como a outras cidades (Tesanj, Mostar, Gorazde, Maglaj, Bihac, etc), a "limpeza étnica" e a criação de campos de concentração.
A população da Bósnia com a ajuda do exército croata, pode lançar uma contra-ofensiva, em junho de 1995, que equilibrou a guerra e levou à assinatura dos Acordos de Paz de Dayton.
A guerra deixou mais de 250.000 mortos, 2,5 milhões de deslocados e a maior parte da infra-estrutura do país destruída. Depois que a paz foi restaurada, foi iniciada a reconstrução do país e uma luta por uma convivência multiétnica baseada no respeito mútuo. Assim, desde 1995 as forças da Organização das Nações Unidas encontram-se no território para garantir o cumprimento dos acordos de paz.